# (4516) Pugovkin
(4516) Pugovkin es un asteroide perteneciente al cinturón de asteroides, descubierto el 28 de septiembre de 1973 por Nikolái Stepánovich Chernyj desde el Observatorio Astrofísico de Crimea (República de Crimea).

## Designación y nombre
Designado provisionalmente como 1973 SN6. Fue nombrado Pugovkin en honor al actor soviético ruso Mikhail Pugovkin.